# Оклахома Сити Тъндър
Оклахома Сити Тъндър е професионален баскетболен отбор от Оклахома Сити, САЩ. Състезава се в НБА в Северозападната дивизия на Западната Конференция.

## История

### Сиатъл Суперсоникс
Отборът е създаден през 1967 година под името Сиатъл Суперсоникс. За 41 сезона в Сиатъл, отборът печели НБА веднъж през 1979 и Западната конференция на три пъти (1978, 1979, 1996). Допълнително Суперсоникс печелят дивизията си 6 пъти – 1979, 1994, 1996, 1997, 1998 и 2005 година. Съотношението им победи-загуби през редовния сезон е 1745–1585, а в плейофите – 107–110.

### Местене от Сиатъл в Оклахома Сити
През 2006 година Хауърд Шулц, бивш директор в Старбъкс, продава Сиатъл Суперсоникс и еквивалента му в женската NBA - Сиатъл Сторм - на консорциум от инвеститори от Оклахома Сити, начело с Клей Бенет. NBA одобрява продажбата на отбора към октомври. През следващата година Бенет заявява намеренията си да премести франчайза в Оклахома Сити, който дотогава е временен дом на Ню Орлиънс Хорнетс докато градът все още се възстановява от урагана Катрина. От Сиатъл съдят през юни 2008 година Бенет за нарушение на договора за лизинг на КийАрена (KeyArena), тъй като Бенет иска да премести отбора преди да изтече лизинга. Месец по-късно е постигнато споразумение между двете страни, като Бенет плаща на града 45 милиона долара за преместването. Бенет също така изразява готовност да остави името Суперсоникс, логото и цветовете на тима за потенциален нов франчайз в града. Но други ценности – като банери и трофеи – ще останат притежание на преместилия се отбор.

### Оклахома Сити Тъндър
През 2008 година тимът се премества в Оклахома Сити и взима името Оклахома Сити Тъндър. През 2012 губи финала с 1–4 от Маями Хийт. През сезон 2012/13, отборът печели дивизията си за трета поредна година. В първия кръг на плейофите побеждава Хюстън Рокетс с 4–2. В полуфиналите губи от Мемфис Гризлис с 1–4.
През сезон 2013/14 година отбора печели дивизията си за пореден път с постижение в редовния сезон от 59–23 завършвайки на второ място в конференцията изоставайки на 3 игри от Сан Антонио Спърс. В първия кръг отбора побеждава трудно Мемфис Гризлис след 7 мача. На полуфиналите Тъндър побеждава Лос Анджелис Клипърс с 4–2 и получава правото да се класира на финала на Западната конференция, където губи от бъдещия шампион Сан Антонио Спърс с 4–2.

## Успехи
- Шампиони на Северозападната дивизия – 13 пъти (1979, 1994, 1996, 1997, 1998, 2005, 2011, 2012, 2013, 2014, 2016, 2024, 2025)
- Шампиони на Западната Конференция – 5 пъти (1978, 1979, 1996, 2012, 2025)
- Шампиони на НБА – 2 пъти (1979, 2025)